# Wimbledon 1972
De 86e editie van het Britse grandslamtoernooi, Wimbledon 1972, werd gehouden van maandag 26 juni tot en met zondag 9 juli 1972. Voor de vrouwen was het de 79e editie van het graskampioenschap. Het toernooi werd gespeeld bij de All England Lawn Tennis and Croquet Club in de wijk Wimbledon van de Britse hoofdstad Londen.
Op de enige zondag tijdens het toernooi (Middle Sunday) werd traditioneel niet gespeeld. Het toernooi was oorspronkelijk geprogrammeerd van maandag 26 juni tot en met zaterdag 8 juli, maar vanwege regen op de laatste zaterdag moesten de finales in het mannenenkelspel, vrouwendubbelspel en gemengd dubbelspel worden verplaatst naar zondag 9 juli. Het was de eerste keer in de geschiedenis van Wimbledon dat er finales op zondag werden gespeeld.
Het toernooi van 1972 trok 298.761 toeschouwers.

## Belangrijkste uitslagen
Mannenenkelspel

Finale: Stan Smith (Verenigde Staten) won van Ilie Năstase (Roemenië) met 4-6, 6-3, 6-3, 4-6, 7-5
Vrouwenenkelspel

Finale: Billie Jean King (Verenigde Staten) won van Evonne Goolagong (Australië) met 6-3, 6-3
Mannendubbelspel

Finale: Bob Hewitt (Zuid-Afrika) en Frew McMillan (Zuid-Afrika) wonnen van Stan Smith (Verenigde Staten) en Erik van Dillen (Verenigde Staten) met 6-2, 6-2, 9-7
Vrouwendubbelspel

Finale: Billie Jean King (Verenigde Staten) en Betty Stöve (Nederland) wonnen van Françoise Dürr (Frankrijk) en Judy Dalton (Australië) met 6-2, 4-6, 6-3
Gemengd dubbelspel

Finale: Rosie Casals (Verenigde Staten) en Ilie Năstase (Roemenië) wonnen van Evonne Goolagong (Australië) en Kim Warwick (Australië) met 6-4, 6-4
Meisjesenkelspel

Finale: Ilana Kloss (Zuid-Afrika) won van Glynis Coles (VK) met 6-4, 4-6, 6-4
Jongensenkelspel

Finale: Björn Borg (Zweden) won van Buster Mottram (VK) met 6-3, 4-6, 7-5
Dubbelspel bij de junioren werd voor het eerst in 1982 gespeeld.

## Toeschouwersaantallen en bezoekerscapaciteit
|           |        | Eerste week |         | Tweede week |
| --------- | ------ | ----------- | ------- | ----------- |
| Maandag   |        | 22.717      |         | 27.364      |
| Dinsdag   | 24.758 | 24.891      |         |             |
| Woensdag  | 31.767 | 23.332      |         |             |
| Donderdag | 31.974 | 20.566      |         |             |
| Vrijdag   | 30.912 | 17.657      |         |             |
| Zaterdag  | 26.118 | 16.705      |         |             |
| Zondag    | –      | ?           |         |             |
| Totaal    |        | 298.761     | 298.761 | 298.761     |

|  | = slecht weer (meer dan twee uur niet gespeeld) |
|  | = gehele dag niet gespeeld, vanwege de regen    |

| Baan               | Zitplaatsen        |                    | Baan               | Zitplaatsen |
| ------------------ | ------------------ | ------------------ | ------------------ | ----------- |
| Centre Court       | 10.651             |                    | Court No. 8        | –           |
| Court No. 1        | 5.100              | Court No. 9        | –                  |             |
| Court No. 2        | 1.650              | Court No. 10       | –                  |             |
| Court No. 3        | 800                | Court No. 11       | –                  |             |
| Court No. 4        | –                  | Court No. 12       | –                  |             |
| Court No. 5        | –                  | Court No. 13       | –                  |             |
| Court No. 6        | 250                | Court No. 14       | –                  |             |
| Court No. 7        | 250                |                    |                    |             |
| Totaal zitplaatsen | Totaal zitplaatsen | Totaal zitplaatsen | Totaal zitplaatsen | 18.701      |

1877 · 1878 · 1879 · 1880 · 1881 · 1882 · 1883 · 1884 · 1885 · 1886 · 1887 · 1888 · 1889 · 1890 · 1891 · 1892 · 1893 · 1894 · 1895 · 1896 · 1897 · 1898 · 1899 · 1900 · 1901 · 1902 · 1903 · 1904 · 1905 · 1906 · 1907 · 1908 · 1909 · 1910 · 1911 · 1912 · 1913 · 1914 · 1915–1918 · 1919 · 1920 · 1921 · 1922 · 1923 · 1924 · 1925 · 1926 · 1927 · 1928 · 1929 · 1930 · 1931 · 1932 · 1933 · 1934 · 1935 · 1936 · 1937 · 1938 · 1939 · 1940–1945 · 1946 · 1947 · 1948 · 1949 · 1950 · 1951 · 1952 · 1953 · 1954 · 1955 · 1956 · 1957 · 1958 · 1959 · 1960 · 1961 · 1962 · 1963 · 1964 · 1965 · 1966 · 1967
↓ open tijdperk ↓
1968 (m-v-md-vd-gd) · 1969 (m-v-md-vd-gd) · 1970 (m-v-md-vd-gd) · 1971 (m-v-md-vd-gd) · 1972 (m-v-md-vd-gd) · 1973 (m-v-md-vd-gd) · 1974 (m-v-md-vd-gd) · 1975 (m-v-md-vd-gd) · 1976 (m-v-md-vd-gd) · 1977 (m-v-md-vd-gd) · 1978 (m-v-md-vd-gd) · 1979 (m-v-md-vd-gd) · 1980 (m-v-md-vd-gd) · 1981 (m-v-md-vd-gd) · 1982 (m-v-md-vd-gd) · 1983 (m-v-md-vd-gd) · 1984 (m-v-md-vd-gd) · 1985 (m-v-md-vd-gd) · 1986 (m-v-md-vd-gd) · 1987 (m-v-md-vd-gd) · 1988 (m-v-md-vd-gd) · 1989 (m-v-md-vd-gd) · 1990 (m-v-md-vd-gd) · 1991 (m-v-md-vd-gd) · 1992 (m-v-md-vd-gd) · 1993 (m-v-md-vd-gd) · 1994 (m-v-md-vd-gd) · 1995 (m-v-md-vd-gd) · 1996 (m-v-md-vd-gd) · 1997 (m-v-md-vd-gd) · 1998 (m-v-md-vd-gd) · 1999 (m-v-md-vd-gd) · 2000 (m-v-md-vd-gd) · 2001 (m-v-md-vd-gd) · 2002 (m-v-md-vd-gd) · 2003 (m-v-md-vd-gd) · 2004 (m-v-md-vd-gd) · 2005 (m-v-md-vd-gd) · 2006 (m-v-md-vd-gd) · 2007 (m-v-md-vd-gd) · 2008 (m-v-md-vd-gd) · 2009 (m-v-md-vd-gd) · 2010 (m-v-md-vd-gd) · 2011 (m-v-md-vd-gd) · 2012 (m-v-md-vd-gd) · 2013 (m-v-md-vd-gd) · 2014 (m-v-md-vd-gd) · 2015 (m-v-md-vd-gd) · 2016 (m-v-md-vd-gd) · 2017 (m-v-md-vd-gd) · 2018 (m-v-md-vd-gd) · 2019 (m-v-md-vd-gd) · 2020 · 2021 (m-v-md-vd-gd) · 2022 (m-v-md-vd-gd) · 2023 (m-v-md-vd-gd) · 2024 (m-v-md-vd-gd)
Lijst van Wimbledonwinnaars · Toernooien per editie